# Kazuhiro Ninomiya
Kazuhiro Ninomiya (二宮 和弘?, Ninomiya Kazuhiro; Fukuoka, 28 novembre 1946) è un ex judoka giapponese.

## Palmarès
Olimpiadi
- 1 medaglia:
  - 1 oro (93 kg a Montréal 1976)

Mondiali
- 2 medaglie:
  - 1 oro (Open a Losanna 1973)
  - 1 argento (Open a Vienna 1975)

Giochi asiatici
- 1 medaglia:
  - 1 oro (93 kg a Kaohsiung 1970)